# Teorie sull'identità di Jack lo squartatore

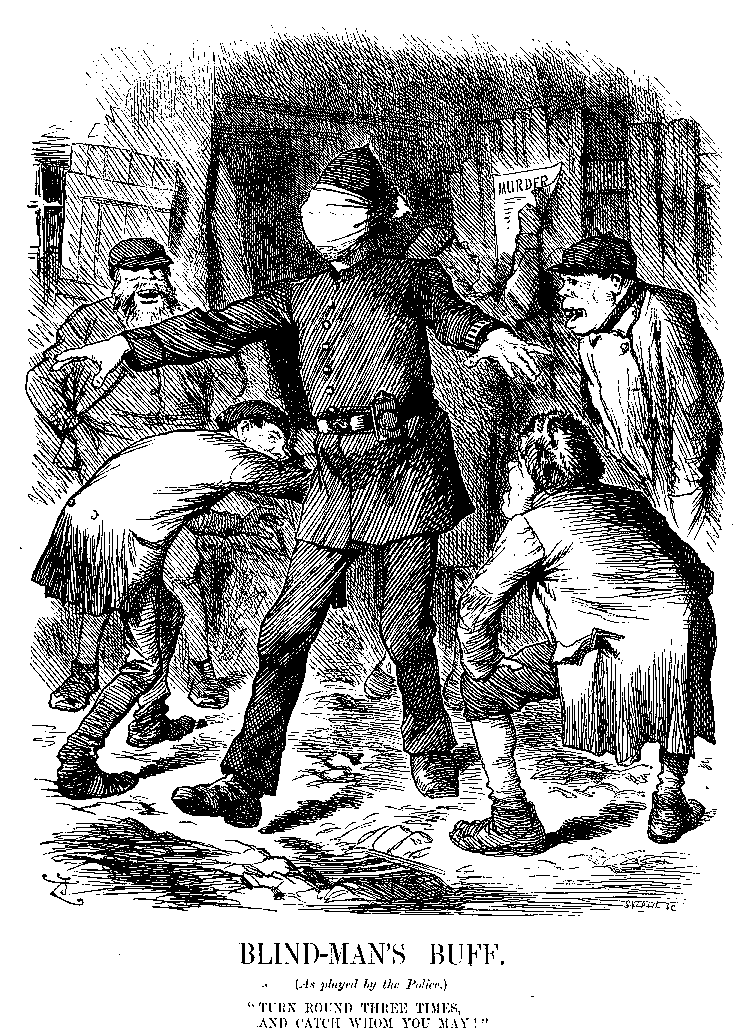
Vignetta che ironizza sull'incapacità della polizia di trovare il killer di Whitechapel, da Punch del 22 settembre 1888

Sono state fatte numerose congetture sull'identità di Jack lo squartatore, l'assassino seriale che terrorizzò la Londra vittoriana, alcune improbabili e quasi impossibili come quella che vede coinvolto il poeta e drammaturgo Oscar Wilde o lo scrittore Lewis Carroll (pseudonimo di Charles Dodgson), e quelle più verosimili, tra cui le piste su William Gull, Alberto Vittorio di Sassonia-Coburgo-Gotha, Joseph Barnett, Francis Tumblety, Aaron Kosminski, George Hutchinson, Charles Lechmere e Walter Sickert. Di seguito sono riportate le più famose e attendibili teorie.

## Sospetti secondo la polizia

### Montague John Druitt
Montague John Druitt (15 agosto 1857 - dicembre 1888), figlio di un noto medico londinese, era un giovane avvocato di buona famiglia che si era dedicato all'insegnamento. Il suo corpo fu ritrovato nel Tamigi il 31 dicembre 1888 e l'esame post-mortem stabilì che rimase in acqua per circa un mese. Nelle sue tasche furono ritrovate quattro pesanti pietre, il che sembra indicare un suicidio, ed un biglietto ferroviario datato 1º dicembre, il che indica che la morte fu posteriore a quella data. Sir Melvillle Macnaghten del Criminal Investigation Department lo indicò come principale sospettato in un memorandum del febbraio 1894, seguito da Kosminsky e Michael Ostrog. La sua conclusione si basava sulla coincidenza temporale tra la morte di Druitt e la fine dei delitti (l'omicidio di Mary Jane Kelly, dell'8 novembre 1888, era l'ultimo attribuito a Jack lo Squartatore) e delle non meglio specificate "confidenze personali". Gli studiosi moderni tendono invece a considerarlo estraneo ai fatti. Qualcuno lo considera un adepto di una setta detta "gli Apostoli", in cui erano coinvolti personaggi altolocati del quartiere, ma appare soltanto un'illazione complottistica.

### Jacob Isenschmid
Jacob Isenschmid, o Joseph Isenschmid (nato intorno al 1845), era un macellaio svizzero che viveva in Milford Road. Soffriva gravemente di depressione e altri disturbi e aveva aggredito ripetutamente delle donne nell’area di Whitechapel, per cui era stato sottoposto a ricovero coatto per ragioni psichiatriche. L’11 settembre 1888 due medici lo segnalarono come sospetto alla polizia. La moglie riportò a sua volta che Isenschmid fosse violento e imprevedibile, che girasse sempre armato di coltello (anche quando non gli occorreva per lavoro), che avesse almeno una volta minacciato di ucciderla e che si era allontanato da casa senza spiegazioni da due mesi, tornando solo sporadicamente. Isenschmid fu quindi arrestato il 13 settembre e, dichiarato pazzo, violento e potenzialmente pericoloso, fu nuovamente internato in un ospedale psichiatrico su ordine del giudice. Isenschmid risultò scagionato quando il 30 settembre Jack lo Squartatore colpì di nuovo, assassinando Elizabeth Stride e Catherine Eddowes.

### Seweryn Kłosowski
George Chapman (1865-1903), nato Seweryn Antonowicz Kłosowski nel villaggio di Nagórna, in Polonia. Dal 1880 al 1885 fu apprendista di un chirurgo e fu solo nel 1887 (o forse nei primi mesi del 1888) che emigrò nel Regno Unito, a Londra, dove cambiò nome in George Chapman. Nel 1902 fu accusato di omicidio nei confronti di sua moglie Maud e, dopo l'esumazione dei corpi delle due mogli precedenti, anche del loro omicidio per avvelenamento tramite l'uso di antimonio. Si scoprì anche che i tre matrimoni erano stati dei falsi e nessuna delle tre donne era veramente sposata con Chapman. Le tre vittime di Chapman furono Mary Spink (25 dicembre 1897), Elizabeth "Bessie" Taylor (14 febbraio 1901) e Maud Marsh (22 ottobre 1902). Dopo la sua impiccagione, avvenuta il 7 aprile del 1903, il Capo Ispettore Frederick Abberline, che fu protagonista di molte delle indagini sui casi di Whitechapel, espresse la convinzione che finalmente Jack lo squartatore fosse stato preso e punito per i suoi crimini. Nel 1888, George Chapman era residente in George Yard, Whitechapel. Uno degli argomenti principali che i detrattori della teoria di Abberline utilizzano per confutarla è che Chapman commise i suoi omicidi in maniera "incruenta", tramite l'utilizzo di un veleno. Chapman era solito picchiare violentemente tutte e tre le donne ed anche la sua unica vera moglie, Lucy Klosowski. Quest'ultima raccontò un episodio rivelatore del carattere spietato di Chapman: dopo la morte per polmonite del figlio, la coppia emigrò, nella prima metà del 1891 a New York; Lucy tornò a Londra, sola e terrorizzata, nel febbraio 1892. Il motivo del precipitoso rientro fu, a quanto riporta Lucy stessa, un litigio con Chapman, il quale le premette con forza il viso su un cuscino. L'ingresso nel loro negozio di un cliente interruppe l'aggressione, ma la moglie, con orrore, scoprì che da sotto al cuscino sporgeva un affilato coltello; lo stesso Chapman, in seguito, le disse che aveva l'intenzione di decapitarla con quello stesso coltello e le indicò perfino il punto del pavimento sotto al quale l'avrebbe sepolta. All'obiezione della moglie che i vicini avrebbero sospettato, Chapman, con calma, rispose che avrebbe semplicemente detto che era tornata a Londra. Cosa che la donna fece immediatamente dopo, salvandosi così probabilmente la vita. Non vi sono quindi prove dirette della colpevolezza di Chapman.

### Aaron Kosminski
Aaron Kosminski (Kłodawa, 11 settembre 1865 - Londra, 24 marzo 1919), barbiere polacco di origine ebraica, fu in epoca vittoriana uno dei principali sospettati per i suoi comportamenti psicotici e per il fatto che avesse una bottega a Whitechapel, con numerosi rasoi e coltelli simili a quelli usati dal killer. Talvolta usava un grembiule nel suo lavoro, simile ad un grembiule di cuoio trovato vicino al corpo della Eddowes (un altro sospetto era appunto un "protettore" di prostitute, John Pizer detto "grembiule di cuoio"). Nei rapporti dell'epoca viene indicato semplicemente come "Kosminski"; da indagini postume il suo nome completo risulterebbe Aron Mordke Kozminski, conosciuto poi come Aaron Kosminski nei documenti del manicomio dove venne internato. Per altri Kosminski è un'errata traslitterazione del nome da parte di Scotland Yard e il suo vero nome era Nathan Kaminski, che successivamente cambiò il suo nome in David Cohen o Aaron Cohen, un altro dei nomi di pazienti presenti nel manicomio; secondo altri invece Cohen e Kosminski erano due persone distinte. La famiglia di Kosminski era emigrata anni prima dalla Polonia per sfuggire ai pogrom antisemiti. Due suoi domicili conosciuti, Sion Square e Greenfiel Street, sono posti all'incirca al centro dell'area dei delitti. Kosminski era affetto da turbe mentali, probabilmente una forma di schizofrenia, e Macnaghten riporta che provava "un profondo odio nei confronti delle donne e forti tendenze omicide"; egli, inoltre, imputa la follia di Kosminski a "molti anni trascorsi indulgendo in pratiche solitarie", ovvero alla masturbazione compulsiva che, a quanto pare, fece davvero parte della storia clinica del sospettato (la sessualità eccessiva era presente anche nel profilo di Jack delineato da Bond). Nel 1891, anno della possibile ultima vittima non canonica, Kosminski fu ricoverato nel manicomio di Colney Hatch a causa dei suoi comportamenti psicotici, dove rimase all'incirca per tre anni, anche se Macnaghten riporta erroneamente che vi morì pochi mesi dopo il ricovero, e dove alcuni sintomi della sua follia furono osservati e riportati; Kosminski soffriva di allucinazioni uditive, si rifiutava di ricevere cibo dagli altri e di lavarsi. Nei rapporti clinici sopravvissuti fino ad oggi non sono segnalati episodi di particolare violenza; viceversa il paziente per la maggior parte del tempo viene indicato come apatico e passivo. L'ultimo rapporto su Kosminski a Colney Hatch lo descrive come "incoerente, ma tranquillo e in buona salute". Nonostante ciò, alcune valutazioni psichiatriche, pur non riferendo di atti aggressivi affermano genericamente che era "incoerente, a tratti eccitato e violento" (forse una forma di ipersessualità, come quella di molti altri sospetti) o "apatico". Kosminski trascorse gli ultimi 25 anni della sua vita nel manicomio di Leavesden, a Londra, dove fu ricoverato il 19 aprile 1894, e lì morirà nel 1919 per un'infezione dovuta alla gangrena di una gamba. In totale, dopo il periodo coinciso con i delitti di Jack, Kosminski trascorse in manicomio gli ultimi 28 anni di vita. Kosminski è sepolto al cimitero ebraico di East Ham, Londra.
Taluni ritengono possibile che Kosminski abbia effettivamente scritto alcune lettere di Jack (in particolare la lettera delirante in cui Jack afferma di praticare il cannibalismo con il rene asportato alla Eddowes, e altre lettere incoerenti e sgrammaticate, tipiche di un non madrelingua o di una mente confusa; in una Jack scrive un P.S. che nomina gli ebrei e il grembiule di cuoio), pur non essendo forse lui il vero killer, o che abbia realizzato la scritta su un muro vicino ad un delitto, che recitava "gli ebrei sono coloro che non verranno accusati per niente" (la scritta "jews" è riportata nelle copie dei rapporti di Scotland Yard in maniera errata [jewus, juwes, ecc.], non si sa se per errore o perché davvero era stata realizzata così). Altri affermano invece che sia proprio lui l'assassino. La figura di Kosminski, sospettato all'epoca ma poi ignorato successivamente, è stata riportata in auge in tempi moderni, dove profiler, esperti di identikit, scienziati e perfino medium e sensitivi hanno scritto libri ed effettuato indagini su di lui.

#### Analisi scientifiche moderne
Il 7 settembre 2014, degli esami effettuati da Jari Louhelainen su campioni di DNA rimasti sullo scialle che il proprietario affermava essere di una delle vittime, comparati con il DNA dei sospettati, hanno portato a ritenere Kosminski come il vero colpevole degli assassinii. Molti esperti hanno rigettato questo test, affermando che non ci siano prove che lo scialle appartenesse a una delle vittime, affermando che si tratta di una manovra commerciale per pubblicizzare un libro in uscita.
L'indumento, lungo oltre 7 metri, era stato preso, secondo il committente delle analisi, da un poliziotto sulla scena del delitto della quarta vittima, Catherine Eddowes, il 30 settembre 1888, conservato dai discendenti e acquistato poi nel 2007 dallo scrittore e imprenditore Russell Edwards; Edwards si è quindi rivolto a Jari Louhelainen, professore all'università di Liverpool ed esperto di biologia molecolare, che ha effettuato esami su campioni di DNA trovati sullo scialle comparandolo poi con quello dei parenti della Eddowes e quello dei principali sospettati (Kosminski, William Gull, Walter Sickert, John Pizer, George Chapman e il principe Alberto), e che ha isolato dal sangue della vittima, grazie al DNA mitocondriale di una discendente di nome Karen Miller (verificando l'autenticità del reperto), un altro DNA estraneo. Ha poi comparato il DNA maschile con il DNA mitocondriale di diverse persone imparentate con alcuni sospetti, tra cui una donna britannica discendente in linea diretta della sorella di Kosminski, e il test ha dato esito positivo. Secondo Louhelainen, dopo 126 anni si può dire che Aaron Kosminski fosse Jack lo squartatore, ma da parte di altri esperti questa analisi è stata ritenuta un grossolano errore, in quanto, ammesso che lo scialle fosse autentico, il mtDNA rimanente avrebbe potuto essere compatibile con buona parte della popolazione.
Nel 2019, Louhelainen stesso, sul Journal of Forensic Sciences, pubblicò uno studio che analizzava il DNA mitocondriale da cellule estratte dallo scialle. Questo studio, condotto da scienziati della Liverpool John Moores University e dell'Università di Leeds, ha rilevato che i segmenti di DNA mitocondriale ottenuti differivano in due punti dalla sequenza del DNA mitocondriale di una possibile relazione matrilineare vivente di Aaron Kosminski.

### Michael Ostrog
Michael Ostrog (1833-dopo il 1904) era un truffatore e ladro russo. Egli possedeva un gran numero di false identità, nella maggior parte delle quali si faceva passare per un nobiluomo o per un dottore della Marina Imperiale Russa. Venne indicato come sospetto da Macnaghten, che indagò sul caso a partire dal 1889. Nonostante ciò, non si ha notizia di casi di violenza che lo coinvolgano, se si esclude un singolo caso: minacciò con una pistola un agente che lo stava arrestando e fu da questi facilmente disarmato e condotto in carcere. Ostrog fu sospettato principalmente per due motivi: aveva ripetutamente impersonato un medico (gli investigatori cercavano un omicida con un certo grado di preparazione anatomica) ed era stato rilasciato da un manicomio circa sei mesi prima dei delitti "canonici" di Whitechapel. Recenti studi da parte dello storico Philip Sugden, autore di uno dei testi più autorevoli sul caso, indicano con certezza che Ostrog nell'autunno del 1888, quando i delitti "canonici" vennero perpetrati, era in prigione in Francia. Gli ultimi riferimenti ad Ostrog ancora in vita sono del 1904; sconosciuta è la data della sua morte.

### John Pizer
John Pizer o Piser, soprannominato "Leather Apron" (it. "Grembiule di cuoio"), (c. 1850–1897) era un ebreo polacco che lavorava come calzolaio a Whitechapel. Pizer aveva già avuto problemi con la legge, essendo stato accusato di aver minacciato e aggredito con un coltello delle donne, indossando, appunto, un grembiule di cuoio. Già il 4 settembre 1888 i giornali indicarono come sospetto dell'omicidio di Polly Nichols un certo "Leather Apron" (senza specificarne il nome), e quando sul luogo del delitto di Annie Chapman fu trovato un grembiule di cuoio, i sospetti su Pizer si rafforzarono e portarono al suo arresto il 10 settembre, da parte del sergente William Thick. La sera del giorno seguente fu tuttavia rilasciato per insufficienza di prove. Infatti Pizer aveva degli alibi per entrambi i delitti (era in compagnia di un poliziotto ad osservare un incendio durante l'omicidio Nichols e in casa di parente durante l'omicidio Chapman) ed il grembiule di cuoio trovato sul secondo luogo del delitto risultò appartenere ad un certo John Richardson. Pizer in seguito ottenne un risarcimento in denaro da un giornale che lo aveva accusato di essere l'assassino.

### James Thomas Sadler
James Thomas Sadler o Saddler (c. 1837-1906 o 1910) era il convivente di Frances Coles, una delle vittime non "canoniche" di Jack lo squartatore. Coles fu assassinata il 13 febbraio 1891. Il suo corpo fu scoperto sotto un arco ferroviario a Swallow Gardens, Whitechapel. Due profonde ferite da taglio le erano state inflitte al collo. Era ancora viva, ma è morta prima che arrivassero i soccorsi medici. Sadler fu arrestato, ma c'erano poche prove contro di lui. Sebbene considerato brevemente dalla polizia come un dei principali sospettati di essere lo squartatore, era in mare al momento dei primi quattro omicidi "canonici" e successivamente venne rilasciato.

### Francis Tumblety
Francis Tumblety (1833-1903), presunto medico, in realtà un ciarlatano e venditore di erbe, di origine irlandese, che divenne ricco con il commercio di medicinali. Fuggito da casa a 17 anni, dopo che fu scoperto a vendere libri pornografici, ex marito di una prostituta, misogino, fu accusato della morte di un paziente e di complicità in quella di Abraham Lincoln (poiché risultava conoscente di John Wilkes Booth), ma scagionato. Arrestato il 7 novembre 1888 per presunta omosessualità, poi come sospetto per i delitti, ma rilasciato in attesa del processo, era fuggito in Francia e negli Stati Uniti. A Washington aveva una collezione di uteri conservata in un laboratorio. Inoltre, da una testimonianza raccolta dalla polizia, una sua vicina di casa raccontò che una notte tornò a casa sporco di sangue. La sintassi usata da Jack (la risata "ha-ha") era tipica della lingua parlata degli USA. Infine i delitti coincisero col suo periodo di permanenza a Londra. Però secondo altri, il suo aspetto, tra cui i suoi enormi baffi, non coincidono con l'identikit ed era troppo vecchio all'epoca (55 anni), anche se coinciderebbe col profilo delineato dal dottor Bond. Alcuni pensano che lui sia l'originale Jack lo Squartatore, autore dei primi quattro omicidi canonici (e forse di altri), mentre il quinto delitto sarebbe opera di Joseph Barnett, altro sospetto e talvolta identificato come un killer imitatore.

## Sospetti secondo la stampa e l'opinione pubblica

### William Henry Bury
William Henry Bury (25 maggio 1859 - 24 aprile 1889) era da poco trasferito a Dundee dell'East End di Londra, quando strangolò la moglie Ellen Elliott, una ex prostituta, il 4 febbraio 1889, atto finale del suo odio verso di lei, che avrebbe prima sfogato su altre prostitute. Inferse ferite profonde all'addome dopo che era morta e chiuse il corpo in un baule. Il 10 febbraio, Bury andò alla polizia locale e disse che la moglie si era suicidata. Fu arrestato, processato, riconosciuto colpevole del suo omicidio, e impiccato a Dundee. Un collegamento con i crimini dello Squartatore fu approfondito dalla polizia, ma Bury negò qualsiasi collegamento, nonostante una piena confessione di omicidio della moglie. Tuttavia, il boia, James Berry, era convinto si trattasse di Jack lo Squartatore.

### Thomas Neill Cream
Thomas Neill Cream (27 maggio 1850 – 15 novembre 1892), noto anche come l'Avvelenatore di Lambeth, era un medico e serial killer scozzese, che uccise con la stricnina almeno dieci persone in Canada, Stati Uniti e Regno Unito. Le sue vittime erano principalmente donne di bassa levatura sociale. Arrestato e condannato a morte, Cream fu impiccato nella prigione di Newgate.
James Billington, il boia che lo giustiziò, raccontò che Cream, in procinto di morire, avrebbe detto "I am Jack the..." (it. "Io sono Jack lo..."), confessando quindi di essere l'assassino di Whitechapel. Nessun altro tra i presenti all'esecuzione però corroborò il racconto di Billington. Inoltre dalla documentazione ufficiale risulta che Cream, nel periodo in cui si consumavano i delitti di Jack lo Squartatore, si trovasse in prigione in Illinois.

### Thomas Hayne Cutbush
Thomas Hayne Cutbush (1865–1903) era uno studente di medicina. Soffrendo di allucinazioni, forse causate da sifilide, fu ricoverato una prima volta nell’ospedale di Lambeth nel 1891, ma evase dopo quattro giorni. Nello stesso anno fu incriminato per un’aggressione ed una tentata aggressione con un coltello compiute contro due donne di Kennington, fu dichiarato infermo di mente e ricoverato nel Broadmore Hospital, dove rimase fino alla sua morte, nel 1903.
Nel 1894 il quotidiano The Sun pubblicò una serie di articoli, in cui teorizzava che Cutbush fosse Jack lo Squartatore. Non vi sono prove che la polizia abbia seguito questa pista. Sir Melville Macnaghten, del Criminal Investigation Department, scrisse un rapporto confidenziale nel febbraio 1894 (cd. “memorandum Macnaghten”), in cui indicava come sospetti principali Montague John Druitt, Kosminski e Michael Ostrog, scartando invece Cutbush. L’ipotesi fu ripresa nel 1993, in un libro di A.P. Wolf, in cui si teorizza che Cutbush fosse Jack e che Macnaghten cercasse di sviare i sospetti da lui, per proteggere la reputazione di un capo di Scotland Yard, zio di Cutbush .

## Sospetti secondo storici e scrittori

### Joseph Barnett
Joseph Barnett (c. 1858-1927), un ex pescivendolo, uomo violento e amante convivente dell'ultima vittima, Mary Kelly, dall'8 aprile 1887 al 30 ottobre 1888, quando litigarono e si separarono dopo che lei aveva perso il lavoro ed era tornata a prostituirsi per guadagnarsi da vivere. L'ispettore Frederick Abberline lo interrogò per quattro ore dopo l'omicidio della Kelly e i suoi vestiti furono esaminati per eventuali macchie di sangue, ma fu poi rilasciato senza accuse. Un secolo dopo gli omicidi, Bruce Paley lo ha proposto come un sospettato, amante disprezzato o geloso di Kelly, e ha suggerito che aveva commesso gli omicidi per spaventare la Kelly, oppure usando le prostitute come "sostitute simboliche" della Kelly. Altri autori suggeriscono che ha ucciso solo la Kelly, e mutilato il corpo per farlo sembrare un omicidio di Jack, ma l'indagine di Abberline sembra di averlo assolto ed il modus operandi appare troppo coerente. Altri conoscenti della vittima che lo indicarono come suo assassino sono il padrone di casa John McCarthy e il suo ex fidanzato Joseph Fleming. Studi moderni lo indicano come uno dei più forti sospetti, basandosi anche sul profilo criminale di Jack (sia quello elaborato all'epoca dal dr. Bond, sia quello tracciato da esperti dell'FBI moderni), confrontato con Barnett ed elementi della sua biografia, come il possibile trauma scatenante (la perdita della sua licenza) e su un indirizzo appuntato su una busta delle lettere del killer, anche se non si sa chi appose queste parole, probabilmente non il killer ma un ufficio postale: "M, Sp, 26". Queste iniziali sono compatibili, tra i sospetti, solo con l'indirizzo di Barnett, ed è molto improbabile che Jack le abbia scritte proprio per incastrarlo; l'indirizzo di Barnett era: Miller's Court, Spitalfields, 26 Dorset Street. Alcune teorie vogliono Barnett come un killer-fotocopia del vero Jack, data la particolare rabbia contro la Kelly, e il fatto che fu uccisa in una stanza chiusa (l'unico omicidio avvenuto all'interno di una casa), della quale solo la Kelly, McCarthy e Barnett stesso avevano le chiavi.

### Lewis Carroll
Lewis Carroll (pseudonimo di Charles Lutwidge Dodgson) (27 gennaio 1832 – 14 gennaio 1898) fu l'autore dei romanzi Alice nel paese delle meraviglie e Attraverso lo specchio. Fu lo scrittore Richard Wallace, autore del libro Jack the Ripper, Light-Hearted Friend, a ritenerlo uno dei possibili sospetti sulla base di alcuni anagrammi. 

### David Cohen
David Cohen (1865 – 20 ottobre 1889) era un ebreo polacco di 23 anni dell’East End, di professione sarto. Descritto come violento e antisociale, fu ricoverato nel manicomio Colney Hatch il 7 dicembre 1888, pressappoco dopo la fine degli omicidi di Whitechapel, e vi rimase fino alla morte.
Lo scrittore Martin Fido ipotizzò che David Cohen fosse Jack lo Squartatore nel suo libro The Crimes, Detection and Death of Jack the Ripper (1987). Secondo la sua teoria, “David Cohen” era un nominativo usato per indicare una persona non identificata (corrispondente all’espressione “N.N.” utilizzata in Italia) , e che il suo vero nome fosse Nathan Kaminsky. Kaminsky a sua volta era un calzolaio di Whitechapel, affetto da sifilide, di cui non si hanno tracce nelle fonti ufficiali dopo maggio 1888. Per Fido, quindi, Nathan Kaminsky e l’uomo chiamato David Cohen nei registri del manicomio sarebbero la stessa persona. Sempre secondo questa teoria, Nathan Kaminsky coinciderebbe altresì con il sospetto soprannominato “Leather Apron” dai giornali e con l’uomo chiamato (scorrettamente) “Kosminsky” nel memorandum di Sir Melville Macnaghten del Criminal Investigative Department (febbraio 1894), che però la polizia per errore identificò rispettivamente con John Pizer e Aaron Kosminsky. La teoria di Martin Fido è ritenuta perlomeno plausibile anche dall’ex-profiler dell’FBI John E. Douglas, nel suo libro The Cases That Haunt Us.

### William Withey Gull
Sir William Withey Gull (31 dicembre 1816 - 29 gennaio 1890) fu medico personale della Regina Vittoria.
Venne citato per la prima volta come possibile sospetto da Joseph “Hobo” Sickert, presunto figlio illegittimo del pittore Walter Sickert. Secondo la teoria di Sickert il Primo Ministro, Lord Salisbury, cospirò con la Regina Vittoria e alcuni massoni, compresi ufficiali di polizia, per uccidere diverse donne che erano a conoscenza di un erede al trono illegittimo e di religione cattolica. Secondo tale teoria gli omicidi sarebbero stati commessi da Sir William Gull con la complicità di un cocchiere, John Netley. Il 18 giugno 1978. in un'intervista al Sunday Times, Sickert ritrattò la storia affermando di essersi inventato tutto.
Nel 1973 la BBC realizzò una miniserie televisiva intitolata Jack the Ripper che, sebbene non fornisca una conclusione del caso, rappresenta la prima messa in onda della storia raccontata da Sickert.
Nel 1988, in occasione dei 100 anni dai delitti, venne realizzata la miniserie La vera storia di Jack lo squartatore, considerata la più fedele trasposizione della vicenda di Jack lo squartatore. Per realizzarla gli sceneggiatori Derek Marlowe e David Wickes (quest'ultimo anche regista della miniserie) si sono ampiamente documentati consultando archivi di Scotland Yard e documenti ottenuti grazie ad un permesso speciale del Ministero degli Interni. Al termine di queste loro indagini, giunsero alla conclusione che fu proprio Sir William Gull il famigerato assassino noto come Jack lo squartatore.
Anche il fumetto From Hell (1999) realizzato da Alan Moore e Eddie Campbell afferma che Gull fosse Jack lo squartatore e lo stesso è indicato nel film tratto dal fumetto.
A sostegno della tesi che Gull fosse Jack lo squartatore vi sono alcuni elementi come il fatto che il killer avesse determinate nozioni mediche che solo un medico poteva avere; il fatto che Gull corrispondeva perfettamente ad alcuni identikit forniti alla polizia; il fatto che era frequentatore di Whitechapel ed il fatto che gli omicidi di Jack lo squartatore terminarono nello stesso periodo in cui Gull soffrì di un ictus che lo rese completamente invalido.
Alcuni storici affermano che la teoria è irreale perché Gull aveva una settantina di anni all'epoca dei delitti e che non esisteva nessun cocchiere di nome John Netley, cosa per altro quest'ultima dimostrata come falsa perché il cocchiere John Netley è realmente esistito.

### George Hutchinson
George Hutchinson (1860 ca.-dopo il 1888) era un ex operaio, divorziato che abitava alla Victoria Working Men's Home, una palazzina vittoriana al 41 di Commercial Street, vicino alla casa di Mary Kelly, tre giorni dopo che l'inchiesta fu chiusa, il 12 novembre 1888, andò a testimoniare spontaneamente di aver visto la sera dell'omicidio insieme alla Kelly un uomo di cui ricordava tutti i particolari (34-35 anni, alto 168 cm, carnagione pallida, capelli scuri, piccoli baffi leggermente arricciati agli estremi, lungo cappotto scuro con colletto di pelliccia, sotto il cappotto aveva una giacca scura, descrisse anche che portava un ciondolo con una pietra rossa, una catena d'oro, cravatta nera, una spilla a forma di ferro di cavallo, e di credere vivesse in Petticoat Lane); inoltre riferisce una conversazione molto precisa tra lui e Kelly. George fu interrogato da Abberline che lo ritenne sincero. Hutchinson è ritenuto lo squartatore da molti studiosi, soprattutto per la sua testimonianza così accurata (diceva di aver visto l'uomo in un vicolo buio alle 3 di notte, eppure ne descriveva anche il colore delle ciglia, perfino i bottoni chiari), e perché è molto somigliante agli identikit; gli psicopatici spesso amano infiltrarsi nelle indagini (anche se questo capita anche ai semplici mitomani) e alcuni giornali riferiscono anche che un uomo di nome George Hutchinson aveva ucciso una donna a Chicago nel 1880 con lo stesso modus operandi di Jack. Hutchinson era anche un disegnatore dilettante, l'unica sua immagine è un autoritratto mentre legge. Non si conoscono le cause e l'anno della sua morte, in quanto eventuali sue notizie si confondono con presunti omonimi "George Hutchinson", uno dei quali trasferitosi e ancora vivo nel 1901, lavorava come assicuratore; un altro, George William Topping Hutchinson, era sposato e aveva un figlio (il quale disse che suo padre era un conoscente della Kelly). Questo Hutchinson era nato, secondo le dichiarazioni del figlio Reginald, il 1º ottobre 1866 e morì d'infarto nel 1938; lavorò come idraulico e aveva la passione del pattinaggio e del violino. Come nel caso di Barnett e Lechmere, alcune sue caratteristiche corrispondono al profilo FBI: "individuo maschio bianco, di età compresa fra i 28 e i 36 anni, con un'infanzia caratterizzata da una figura paterna assente o passiva. L'omicida probabilmente viveva o lavorava nell'area di Whitechapel (...) di modesta estrazione sociale..."

### Charles Allen Lechmere
Charles Allen Lechmere (1849 - 23 dicembre 1920), cocchiere e fattorino notturno a Whitechapel, sposato e padre di 12 figli, non conobbe mai il padre e visse con la madre e numerosi patrigni. Poco prima del primo delitto di Jack, ebbe dei dissapori con lei e si trasferì con tutta la famiglia, tranne la figlia maggiore, a Whitechapel. Il suo percorso di lavoro era sulla strada di tutti i delitti alla stessa ora, tranne che per due, commessi nel luogo dove era cresciuto, durante la sua notte libera dal lavoro, e un altro commesso nei pressi della casa dell'anziana madre, a sud di Whitechapel. Fu il primo a trovare il corpo della prima vittima ufficiale, Mary Ann Nichols; quando un altro testimone giunse sul posto, era l'unico presente e la morte, per strangolamento e successivi colpi di coltello (ma con le ferite nascoste alla vista), risaliva a pochissimi minuti. I due andarono a cercare un poliziotto e Lechmere mentì dicendo che c'era già un agente sul posto, ma fu fortunato in quanto nel frattempo era sopraggiunto davvero un poliziotto. Un'intervista su un giornale fatta al secondo testimone, Robert Paul, fece emergere la sua presenza e allora Lechmere si presentò spontaneamente a Scotland Yard, dove non venne indagato ma diede comunque un indirizzo falso e un nome falso, Charles Allen Cross (dal nome di un suo patrigno, era infatti il nome che usava da bambino). I delitti cessarono quando la situazione famigliare ed economica di Lechmere, che in seguito divenne benestante con una sua impresa di trasporti, migliorò. Poiché il corpo della Nichols non era insanguinato come gli altri (era stata colpita di meno e dopo che era già morta), Lechmere avrebbe potuto essere pulito quando fu visto, mentre nel caso degli altri delitti, avrebbe potuto nascondere il sangue col suo lavoro di fattorino che talvolta trasportava la carne appena macellata, o aiutava i macellai stessi.
Il criminologo Gareth Norris, il giornalista svedese Christer Holmgren e il procuratore della Corona James Scobie si sono detti convinti che Lechmere, all'epoca di 39 anni e di umile estrazione, fosse Jack, vista anche la somiglianza con il profilo criminale moderno eseguito dall'FBI («Maschio bianco, fra i 28 e i 36 anni, viveva o lavorava nell'area di Whitechapel. Nella sua infanzia la figura paterna era assente o passiva. L'omicida probabilmente esercitava un lavoro in cui poteva legalmente soddisfare le sue tendenze distruttive. Probabilmente smise di uccidere perché venne arrestato per qualche altro crimine, oppure sentì di essere troppo vicino ad essere scoperto. L'omicida probabilmente aveva un qualche difetto fisico che era per lui sorgente di grande frustrazione o rabbia.» Viene aggiunto che era forse «un uomo di bassa estrazione sociale, con un lavoro umile come il macellaio o l'assistente di un medico, quasi certamente un inetto sociale») e anche con l'identikit, come risulta da alcune fotografie. Inoltre, a parte la giustificazione del lavoro sul posto, sarebbe l'unico sospetto a non avere nemmeno un alibi. Holmgren considera il primo delitto quello di Martha Tabram (una vittima non canonica), commesso da Lechmere per impeto di rabbia, dopo un presunto litigio con la madre, e seguito dai 5 canonici e da almeno un altro, il delitto del tronco femminile mutilato trovato nel Tamigi, per un totale di minimo sette omicidi (su possibili 11) attribuiti allo Squartatore. Morì a 71 anni e fu sepolto nel cimitero di Tower Hamlets, nel quartiere londinese di Bow.

### Jacob Levy
Jacob Levy (1856 - 29 luglio 1891), macellaio di origine ebraica, sospettato perché odiava le prostitute, da cui aveva contratto la sifilide. È utilizzato come assassino nel gioco Sherlock Holmes contro Jack lo Squartatore. 

### James Maybrick
James Maybrick (24 ottobre 1838 - 11 maggio 1889), commerciante di cotone di Liverpool, anch'egli somigliante agli identikit. Sua moglie Florence fu condannata per averlo avvelenato con arsenico in un, forse ingiusto, processo presieduto da Sir James Fitzjames Stephen, il padre di un altro sospettato moderno, James Kenneth Stephen. Un diario, presumibilmente di Maybrick, fu pubblicato nel 1990 da Michael Barrett, e contiene una confessione di omicidi dello Squartatore. Nel 1995, Barrett ha confessato la scrittura del diario stesso, e descritto il processo di falsificazione del diario in dettaglio. Dichiarò sotto giuramento che lui e sua moglie, Anne, lo avevano creato. Anne Barrett, dopo il divorzio, ha poi negato la falsità del diario, e la loro storia è cambiata più volte nel corso degli anni. Il diario ha ricevuto giudizi contraddittori da parte di vari esperti: benché in generale non si metta in dubbio che esso risalga alla fine del XIX secolo, sono presenti alcune inesattezze e ci sono dubbi sul fatto che la calligrafia sia effettivamente quella di Maybrick.

### Alexander Pedachenko
Alexander Pedachenko (1857-1908) è citato nelle memorie di William Le Queux del 1923, intitolate Things I Know about Kings, Celebrities and Crooks (it. “Cose che so su re, celebrità e furfanti”), in cui l'autore sostiene di aver appreso l'identità di Jack lo Squartatore da un manoscritto francese del monaco Rasputin. Secondo Le Queux, Alexander Pedachenko era un medico russo pazzo, nonché agente dell’Ochrana (la polizia segreta della Russia zarista), che aveva commesso i delitti di Whitechapel con l’intento di screditare Scotland Yard, con la complicità di un certo “Levitski” e di una sarta di nome Winberg. La storia di Le Queux fu ritenuta poco attendibile fin dalla pubblicazione delle memorie, tanto più che neppure l’esistenza stessa del dottor Pedachenko risulta comprovata. Tra i sostenitori di questa teoria è annoverato il controverso giornalista e storico Donald McCormick.

### Walter Sickert
Walter Sickert (31 maggio 1860 - 22 gennaio 1942), pittore britannico, è uno dei più famosi sospetti moderni, forse il più famoso assieme al principe Alberto Vittorio: nel 2002 è stato pubblicato dalla scrittrice statunitense Patricia Cornwell il libro Ritratto di un assassino: Jack lo squartatore - Caso chiuso, nel quale l'autrice di gialli, dopo diverse ricerche, identifica il serial killer nel pittore inglese, impressionista e bohémien. Le prove che l'autrice porta per affermare la sua teoria sono molteplici, ma gli studiosi della vicenda le hanno quasi unanimemente dichiarate poco convincenti. La Cornwell ha dedicato più di un anno allo studio della figura dello squartatore, acquistando persino alcune lettere che Jack lo squartatore scrisse alla polizia londinese, nonché diverse opere pittoriche di Sickert, tra cui la serie che sarebbe ispirata ai delitti del killer (The Camden Town murder series, ufficialmente dedicati all'omicidio di una prostituta avvenuto nel 1907, i quadri raffigurano diversi uomini vestiti, seduti o vicini a donne nude, sdraiate su letti, spesso con segni di tagli intorno alla gola, e volti poco riconoscibili, mentre le facce degli uomini sono spesso nell'ombra), dipinta vent'anni dopo, ma con dettagli non rivelati allora al pubblico, e il dipinto che raffigura quella che la polizia definì "la stanza di Jack", una camera in affitto a Whitechapel (il quadro è intitolato Jack the ripper's Bedroom). La stanza in questione, secondo il proprietario, era stata occupata da un uomo misterioso, e all'interno venne rinvenuto del sangue; l'uomo a volte parlava in tedesco, oltre che in inglese (Sickert aveva anche origini tedesco-danesi). Altri schizzi e dipinti raffigurano volti di donna che appaiono sfigurati, con somiglianze con le vittime, e manichini simili a corpi umani mutilati, ecc. In alcune lettere di Jack, si trovano schizzi di disegni, la scritta con la risata "ha-ha" (che la Cornwell afferma facesse parte del modo di esprimersi del pittore) e termini in latino (Sickert conosceva anche questa lingua). La conoscenza dell'anatomia da parte del pittore era invece limitata, come sarebbe stata quella di Jack, che non era un medico di professione, secondo il profilo criminale elaborato del dr. Thomas Bond, in quanto non c'era precisione nei tagli.
Il fascino che Sickert provava per il macabro e in particolare per Jack lo squartatore, è per la Cornwell un forte indizio di possibile colpevolezza.

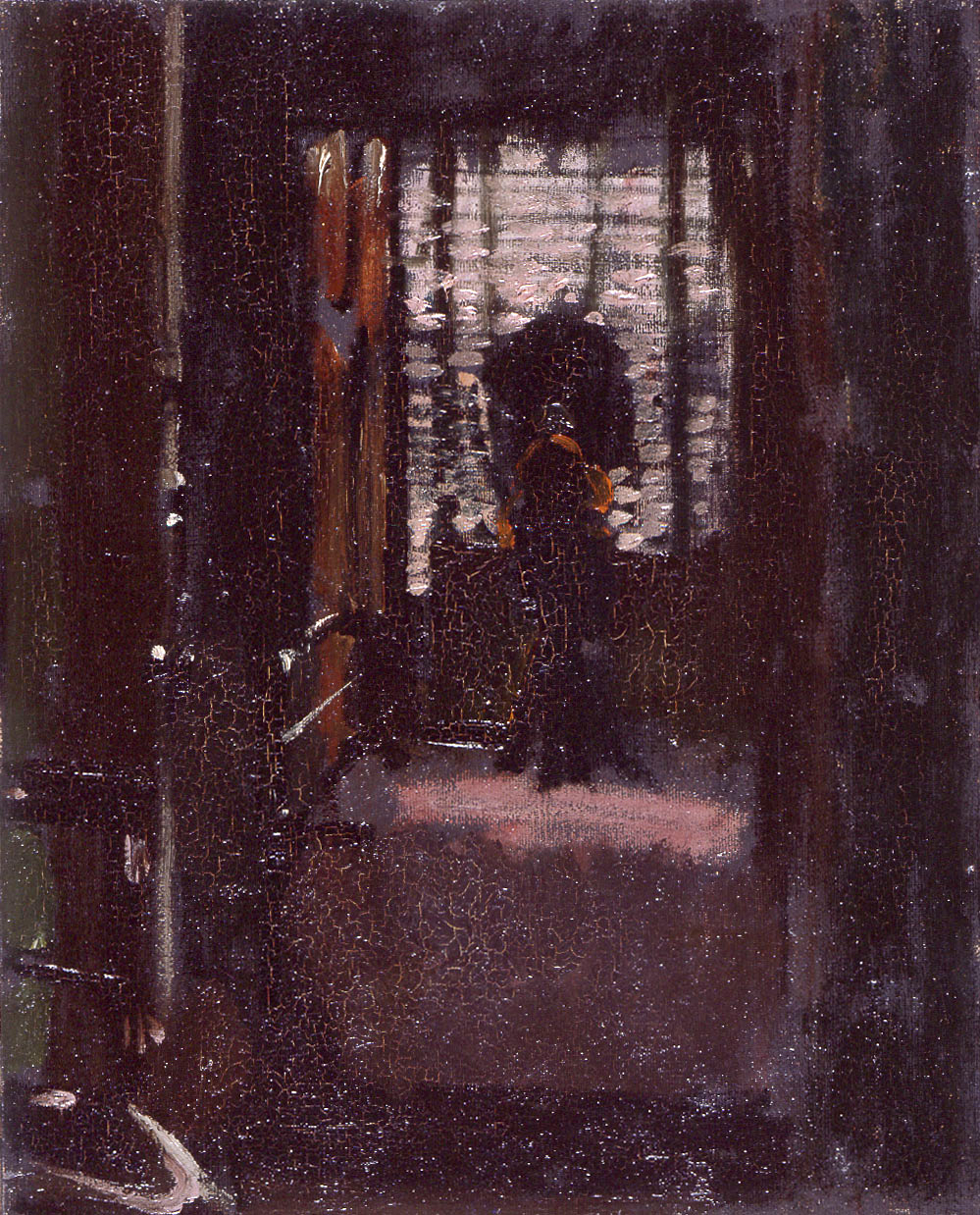
Walter Sickert, Jack the Ripper's Bedroom

Il pittore è descritto dalla Cornwell come psicopatico, misogino e parzialmente impotente (anche se in realtà si sposò tre volte ed ebbe sicuramente un figlio biologico, Joseph "Hobo" Sickert, da una certa Annie Crook, modella), a causa di una malformazione che si tentò di correggergli, in parte, con un doloroso intervento senza anestesia da bambino.

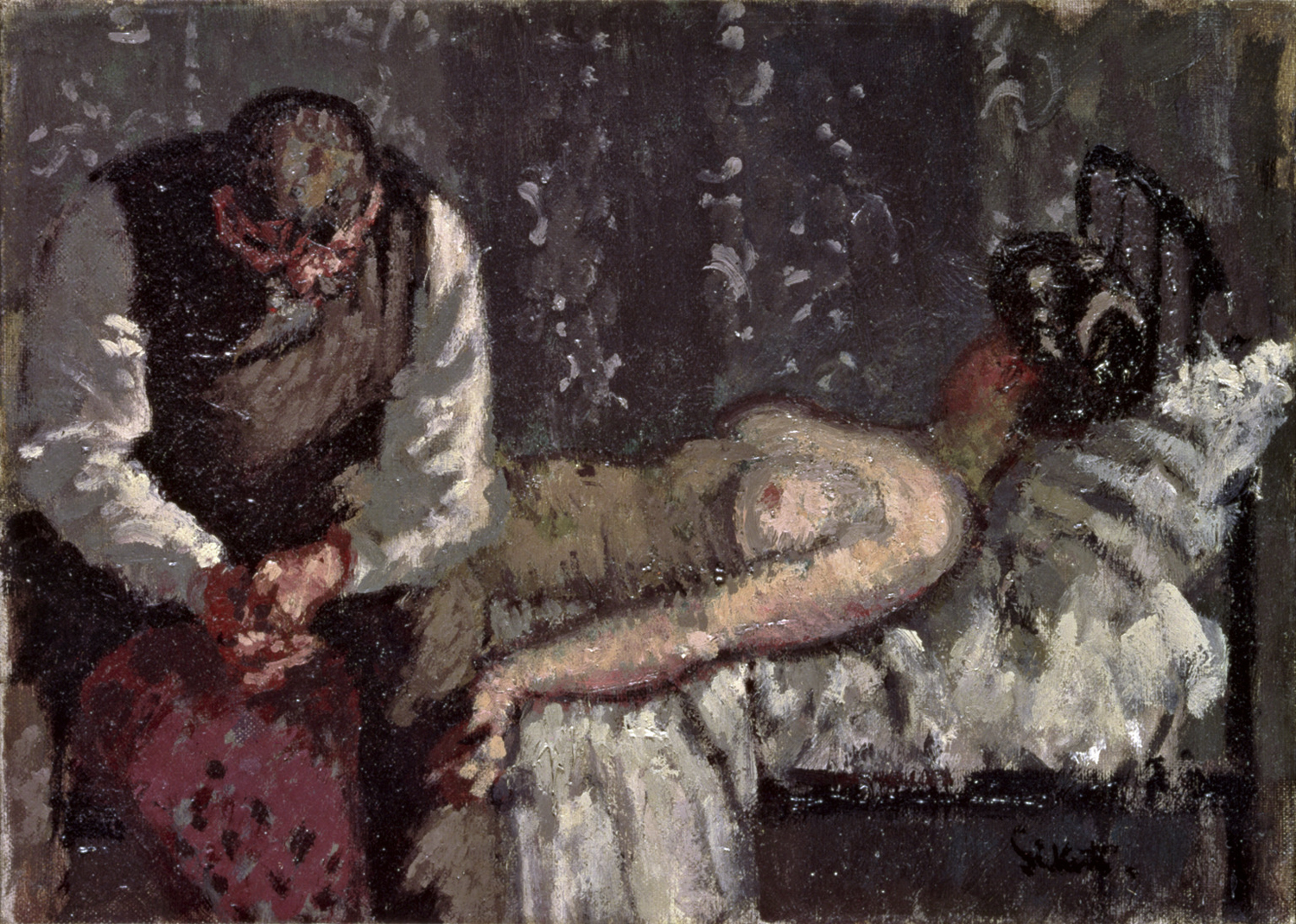
Walter Sickert, The Camden Town Murder ("L'omicidio di Camden Town"), titolo originale What Shall We Do for the Rent? ("Come faremo con l'affitto?"), primo di una serie omonima: secondo Patricia Cornwell raffigura l'omicidio di Mary Kelly

Secondo alcune voci la vera madre di Hobo sarebbe una certa Alice, forse figlia naturale del principe Alberto Vittorio, amico di Sickert e altro famoso sospettato, e per alcuni cresciuta proprio da Mary Kelly. Il figlio di Sickert in un libro del 1976 è indicato come accusatore del principe e del medico William Gull. Come molti serial killer, avrebbe sostituito l'organo maschile con il coltello, e nel suo caso anche col pennello, mentre avrebbe odiato le prostitute per un motivo abbastanza complesso: la madre era figlia illegittima, e, secondo la mentalità vittoriana, la nonna di Sickert, con una figlia fuori dal matrimonio era paragonabile ad una prostituta, che gli avrebbe trasmesso una malformazione congenita. Da ciò la scelta di prostitute in età avanzata di Jack, e nel caso di Mary Jane Kelly (la più giovane, di 25 anni), l'unica che avrebbe avuto una figlia naturale riconosciuta, proprio come la nonna, il particolare accanimento, come se avesse dei rancori personali. Sickert aveva uno studio nel quartiere (secondo la scrittrice più d'uno, probabilmente tre) e una sera, con un'amica, avrebbe assunto atteggiamenti inquietanti. Per "incastrare" il pittore (e dimostrare che non solo fosse coinvolto, ma che fosse proprio lui in persona), la Cornwell ha effettuato anche analisi scientifiche. La scrittrice è persuasa che quasi tutte le lettere inviate alla polizia siano autentiche lettere del serial killer e siano opera di Walter Sickert, che si divertiva a variare contenuti e grafie. Questa teoria, accurata nei profili psicologici criminologici ma carente di prove scientifiche, non è mai stata presa seriamente dalla polizia o dalla maggioranza dei commentatori, ed in ogni caso non proverebbe affatto che l'autore delle lettere sia Jack. Il DNA delle lettere e quello dei quadri è deteriorato e il confronto sarebbe impossibile, inoltre il corpo di Sickert fu cremato. La Cornwell afferma però che alcune sequenze parzialmente recuperate di DNA mitocondriale rinvenuto sulle buste, sarebbero compatibili con quelle trovate sui quadri, e così le parziali impronte. La polizia inoltre non ha tenuto conto neanche di un'altra teoria della Cornwell, quella sviluppata sulla sua accurata ricerca riguardante però i tipi di carta da lettere utilizzati sia da Sickert che da Jack lo Squartatore, che risulterebbe, nelle svariate alternative prese in rilievo dalla Cornwell, la stessa in modo inequivocabile. La Cornwell attribuisce a Sickert anche gli omicidi non canonici (identifica il tronco umano mai riconosciuto come una committente di Sickert che aveva rifiutato il quadro non apprezzandolo, e tempo dopo era sparita nel nulla) e molti altri commessi nella sua cerchia di conoscenti, anche in Francia, tra cui l'avvelenamento della seconda moglie, per un totale di più di 20 omicidi attribuibili a Jack, secondo la scrittrice. Il libro della Cornwell ha avuto un buon successo di pubblico. C'è chi ha riconosciuto in una possibile colpevolezza la prova definitiva del suo essere dandy, la confusione tra arte e vita. Nel suo saggio The Art of murder, Wolf Vanderlinden dichiara invece senza mezzi termini che «la maggioranza giudica l'identificazione di Sickert come Jack nel migliore dei casi molto stiracchiata e nel peggiore dei casi calunniosa». Secondo alcune testimonianze e analisi, Sickert era in Francia durante gli omicidi canonici, ma non c'è un'assoluta certezza sul suo alibi. La Cornwell, che ha speso molto denaro nelle sue ricerche, è fermamente persuasa che Sickert fosse Jack.

### Joseph Silver
Lo storico sudafricano Charles van Onselen affermò nel suo libro The Fox and the Flies: The World of Joseph Silver, Racketeer and Psychopath (2007), che Joseph Silver, anche noto come Joseph Lis, un ebreo polacco, era Jack lo squartatore. Diversi critici fecero notare che van Onselen non fornì alcuna prova che Silver fosse a Londra al tempo degli omicidi e che la sua accusa era basata interamente sulla speculazione. Van Onselen ha risposto loro affermando che il numero delle circostanze rendeva di fatto Silver un sospetto.

### Francis Thompson
Francis Thompson (18 dicembre 1859 - 13 novembre 1907) era un poeta ascetico e grande consumatore di oppio con alcune conoscenze mediche. Tra il 1885 e il 1888 trascorse del tempo vivendo come un senzatetto nella zona dei Docks a sud di Whitechapel. Fu l'insegnante australiano Richard Patterson a indicarlo come sospetto nel 1999 nel suo libro Paradox.

### Alberto Vittorio di Sassonia-Coburgo-Gotha
Alberto Vittorio di Sassonia-Coburgo-Gotha, duca di Clarence (1864-1892), nipote della regina Vittoria, figlio del futuro Edoardo VII, secondo in linea di successione al trono. Venne menzionato per la prima volta come possibile sospetto nel 1962 quando Philippe Jullian pubblicò una biografia sul padre di Alberto, Re Edoardo VII. Nella biografia Jullian fa riferimento ad alcune voci che affermavano che il Duca di Clarence avrebbe potuto essere il responsabile degli omicidi. Anche se Jullian non ha menzionato le fonti delle voci, è possibile che esse provengano indirettamente dal dottor Thomas E. A. Stowell. Nel 1960 Stowell raccontò questa diceria allo scrittore Colin Wilson, il quale la disse ad Harold Nicolson, biografo vagamente accreditato come fonte degli "aneddoti inediti" nel libro di Jullian. Nicolson potrebbe aver riferito la teoria di Stowell a Jullian. La teoria venne portata all'attenzione del pubblico nel 1970, quando un articolo di Stowell pubblicato su The Criminologist rivelò il sospetto che il duca di Clarence avesse commesso gli omicidi dopo essere impazzito a causa della sifilide contratta da una prostituta. Tale teoria è stata però dimostrata come falsa perché il principe Alberto Vittorio aveva un forte alibi per le date degli omicidi ed è inoltre improbabile che soffrisse di sifilide. Stowell in seguito negò di aver affermato che il principe fosse lo squartatore ma fu impossibile continuare a discutere con lui sull'argomento perché Stowell morì per cause naturali pochi giorni dopo la pubblicazione del suo articolo. La stessa settimana, il figlio di Stowell riferì di aver bruciato i documenti di suo padre, dicendo "Ho letto quello che bastava per accertarmi che non vi fosse nulla di importante."

### Il complotto reale
Strettamente legata al principe, vi è anche un'altra delle tesi, quella divulgata da Alan Moore in From Hell, ispirata all'opera di Stephen Knight, autore di Jack the Ripper: The Final Solution pubblicato nel 1976 (da cui nel 2001 è stato tratto il film La vera storia di Jack lo squartatore - From Hell con Johnny Depp), chiamata The Royal Conspiracy (letteralmente: "il complotto reale"), secondo cui i delitti del mostro sarebbero stati commessi per coprire il matrimonio cattolico di Alberto Vittorio, nipote della regina Vittoria, con una prostituta, da cui sarebbe nata una figlia. La regina avrebbe quindi dato incarico ad uno dei suoi ministri di porvi rimedio, risolvendo il potenziale scandalo attraverso intrighi con la massoneria inglese e un frammassone (Jack, appunto) che compie cinque delitti rituali per uccidere tutte le testimoni della relazione tra il rampollo della famiglia regnante e l'ex prostituta. La tesi è ripresa anche da Philip José Farmer nel libro Gli Dei del Fiume, quinto capitolo della saga di Riverworld.

### Sir John Williams
Sir John Williams (6 novembre 1840 - 24 maggio 1926) era l'ostetrico della Principessa Beatrice, la figlia della Regina Vittoria. Venne accusato di essere Jack lo squartatore nel libro Uncle Jack (2005), scritto da uno dei discendenti del medico, Tony Williams, insieme ad Humphrey Price. Gli autori sostengono che le vittime conoscevano il medico personalmente e che sono state uccise e mutilate in un tentativo di ricerca delle cause dell'infertilità, e che un bisturi mal smussato, che apparteneva a Williams, è stata l'arma del delitto. Jennifer Pegg ha dimostrato in due articoli che gran parte della ricerca nel libro era errata.
La moglie di Williams, Lizzie, è stata indicata come possibile sospettata dall'autore John Morris, il quale sostiene che lei non fosse in grado di avere figli e che, in uno stato confusionale, ha iniziato a vendicarsi di coloro che potevano averli uccidendoli.

## Altri sospetti

### Mary Pearcey
Mary Pearcey (1866-1890): criminale condannata e impiccata per duplice omicidio; nel 2006, dopo la scoperta di una nuova metodologia individuata dall'Università di Brisbane che consente di evidenziare minime tracce di DNA presenti su vecchi reperti, un'équipe di medici legali coordinata da Ian Findlay ha analizzato la saliva trovata nei francobolli apposti sulle lettere inviate dall'assassino a Scotland Yard. I test tuttavia sono stati inconcludenti. Il dottor Findlay ha comunque ricostruito un profilo parziale di DNA, i cui risultati sono stati discussi in tutto il mondo, ed in special modo in Italia. In base a quanto emerso infatti, è possibile che il DNA rinvenuto sulle lettere fosse di una donna o, più specificamente, non si può affermare con certezza che si trattasse di un codice genetico maschile, di fatto allungando ancora di più l'elenco dei possibili indiziati (includendo nella lista anche donne). In Italia i media hanno erroneamente fatto intendere che i responsi dei test fossero certi e definiti e che si potesse affermare senza alcun dubbio che il killer fosse di sesso femminile, cosa non vera. L'ipotesi "Jill the Ripper" è comunque già stata battuta in passato, e la maggiore indiziata in questo senso è Mary Pearcey, una ventiquattrenne condannata a morte nel 1890 per aver ucciso con modalità che sembravano ricordare gli omicidi di Jack lo Squartatore la moglie dell'amante e la loro figlia, morta per soffocamento. Tuttavia questa scoperta non è stata accettata da tutti e l'esame non prova che la lettera fosse dell'assassino; inoltre la vittima della Pearcey non presentava vere e proprie mutilazioni agli organi interni che avevano subito le cinque vittime canoniche.

### Robert Mann
Robert Mann (1835-1896), assistente dell'obitorio di Whitechapel. Secondo lo storico Mei J. Trow, Mann sarebbe Jack ed avrebbe ucciso sette donne e non cinque. La teoria è nata da ricerche sulla base dei documenti presenti nell'archivio dell'FBI secondo i quali Jack lo squartatore sarebbe stato povero e con un lavoro umile. Per Trow, la prima vittima fu Martha Tabram, uccisa con 39 coltellate a Gunthorpe Street, mentre la sua ultima vittima fu la prostituta Alice Mackenzie, brutalmente uccisa otto mesi dopo l’ultima vittima ufficiale. Dopo l’omicidio della Nichols, Mann chiuse il suo obitorio per dare la possibilità alle autorità di esaminare il corpo e fu anche chiamato a testimoniare sulle cause della morte. Le autorità avevano dato disposizione a Mann di non toccare il corpo, mentre dai documenti risulta che aveva disobbedito ed aveva già spogliato il cadavere. Secondo Trow, Mann avrebbe voluto vedere meglio la sua "creazione" e rivivere il crimine, potendo inoltre giustificare eventuali macchie di sangue con il fatto che lavorava lì. Mann morì a 59 anni di tubercolosi nel 1896. Di lui sono rimaste poche informazioni utili ad un'identificazione, e nessuna fotografia o ritratto attribuibile con certezza. Anche il professor Laurence Alison, psicologo forense dell'Università di Liverpool, afferma che il profilo psicologico di Mann è uno dei più coerenti con quello attribuito a Jack.

### Carl Feigenbaum
Carl Ferdinand Feigenbaum (condannato alla sedia elettrica nel Penitenziario Sing Sing il 27 aprile 1896), è stato un marinaio mercantile arrestato nel 1894 a New York per il taglio della gola della signora Juliana Hoffmann. Dopo la sua esecuzione, il suo avvocato, William Sanford Lawton, ha affermato che Feigenbaum aveva ammesso di avere un odio per le donne e il desiderio di ucciderle e mutilarle. Lawton ha inoltre dichiarato che Feigenbaum fosse Jack lo Squartatore. Sebbene coperti dalla stampa al momento, l'idea non è stata perseguita per più di un secolo. Utilizzando l'accusa di Lawton come base, l'autore Trevor Marriott, un ex detective britannico della squadra omicidi, ha sostenuto che Feigenbaum era responsabile per gli omicidi dello Squartatore così come altri omicidi negli Stati Uniti e in Germania tra il 1891 e il 1894. Secondo Wolf Vanderlinden, alcuni dei delitti indicati da Marriott in realtà non sono stati verificati; i giornali spesso hanno creato storie sullo Squartatore per vendere più copie. Le accuse di Lawton sono state contestate da un partner nel suo studio legale, Hugh O. Pentecoste, e non vi è alcuna prova che Feigenbaum era a Whitechapel, al momento degli omicidi. Xanthe Mallett, un'antropologa forense scozzese e criminologa che ha indagato il caso nel 2011, ha scritto che vi è un notevole dubbio che tutti gli omicidi di Jack lo Squartatore sono stati commessi dalla stessa persona. La Mallett conclude che è possibile che Feigenbaum abbia commesso uno degli omicidi, ma non tutti.

### Jack Bond
Non si trovano informazioni sulla sua esistenza ma una teoria ipotizza che Jack lo squartatore fosse il figlio del dottor Thomas Bond, per questo Jack aveva il modus operandi di un medico nel tagliare i corpi in modo così preciso.